# محمد قاسم (لاعب كرة قدم)
محمد قاسم (1 مايو 1984 بإسلام آباد في باكستان - ) هو لاعب كرة قدم باكستاني في مركز الهجوم، شارك في الألعاب الأولمبية الصيفية 2000. وشارك مع منتخب باكستان لكرة القدم. أما مع النوادي، فقد لعب مع نادي كي أر إل وIslamabad United ‏.

## وصلات خارجية
- محمد قاسم على موقع الاتحاد الدولي (مؤرشف)  (الإنجليزية)
- محمد قاسم على موقع قاعدة بيانات كرة القدم.إي يو (الإنجليزية)
- محمد قاسم على موقع ناشيونال فوتبول تيمز (الإنجليزية)
- محمد قاسم على موقع GSA (الإنجليزية)